# Canton de Dévoluy
```

```

Le canton de Dévoluy est une ancienne division administrative française située dans le département des Hautes-Alpes et la région Provence-Alpes-Côte d'Azur.

## Géographie
Ce canton correspondait à la micro-région du Dévoluy, c'est-à-dire à la partie haut-alpine du massif du Dévoluy, ou encore au bassin supérieur de la Souloise, afflent du Drac, auquel était adjoint le cours supérieur du Béoux, affluent du Petit Buech. Son altitude était comprise entre 950 m au nord de Saint-Disdier et 2 755 m au sommet du Grand Ferrand, pour une altitude moyenne de 1 206 m.

## Histoire
Jusqu'au 31 décembre 2011, il se nommait canton de Saint-Étienne-en-Dévoluy et était composé des quatre communes de Saint-Étienne-en-Dévoluy, Saint-Disdier, Agnières-en-Dévoluy et La Cluse, constituant une unité humaine historique ancienne.
Le 1er janvier 2013, les quatre communes ont fusionné pour former une commune nouvelle appelée Dévoluy. Le canton, ne comportant plus qu'une seule commune, a pris alors le nom de celle-ci.
En application de la loi du 1er mai 2013 portant réforme des structures départementales, le décret du 20 février 2014 a supprimé la canton de Dévoluy, et intégré la commune de Dévoluy dans le nouveau canton de Veynes. Cette modification a pris effet lors des élections départementales des 22 et 29 mars 2015.

## Composition
Jusqu'à fin 2012, le canton de Saint-Étienne-en-Dévoluy regroupait quatre communes :
| Nom                                  | Code Insee | Intercommunalité  | Superficie (km2) | Population (dernière pop. légale) | Densité (hab./km2) |
| ------------------------------------ | ---------- | ----------------- | ---------------- | --------------------------------- | ------------------ |
| Saint-Étienne-en-Dévoluy (chef-lieu) | 05139      | CC des Deux Buëch | 67,87            | 532 (2014)                        | 7,8                |
| Agnières-en-Dévoluy                  | 05002      |                   | 32,46            | 292 (2014)                        | 9                  |
| La Cluse                             | 05042      |                   | 40,15            | 44 (2014)                         | 1,1                |
| Saint-Disdier                        | 05138      |                   | 45,89            | 138 (2014)                        | 3                  |

Du 1er janvier 2013 jusqu'à la date des élections départementales de mars 2015, le canton de Dévoluy était ainsi constitué :
| Nom                 | Code Insee | Intercommunalité | Superficie (km2) | Population (dernière pop. légale) | Densité (hab./km2) |
| ------------------- | ---------- | ---------------- | ---------------- | --------------------------------- | ------------------ |
| Dévoluy (chef-lieu) | 05139      | CC Buëch Dévoluy | 186,37           | 1 006 (2014)                      | 5,4                |

## Démographie
| 1962 | 1968 | 1975 | 1982 | 1990 | 1999 | 2006  | 2011  |
| ---- | ---- | ---- | ---- | ---- | ---- | ----- | ----- |
| 909  | 869  | 885  | 910  | 929  | 945  | 1 034 | 1 014 |

## Représentants du canton au conseil général des Hautes-Alpes (1833 à 2015)
| Période                                  | Période          | Identité                                   | Étiquette           | Qualité |
| ---------------------------------------- | ---------------- | ------------------------------------------ | ------------------- | --- |
| 1833                                     | 1836             | Théodore Massot                            |                     | Substitut du Procureur-Général près la Cour royale de Grenoble                                                                      |
| 1837                                     | 1847             | M. Davin                                   |                     | Propriétaire à Gap |
| 1847                                     | 1851 (démission) | Xavier Blanc                               | Républicain         | Avocat à Gap |
| 1852                                     | 1856             | Louis Œuf                                  |                     | Premier commis de la Direction de l'Enregistrement et des Domaines, Gap                                                             |
| 1856                                     | 1864 (décès)     | Pierre Edouard Désiré Toscan du Terrail    |                     | Général de brigade, propriétaire à Montmaur                                                                                         |
| 1864                                     | 1896 (décès)     | Xavier Blanc                               | Gauche républicaine | Avocat à Gap Sénateur (1885-1896)                                                                                                   |
| 1896                                     | 1898             | Marquis Xavier de Magallon d'Argens        | Droite (Royaliste)  | Ecrivain et traducteur |
| 1898                                     | 1910             | Alfred Liotard                             | Républicain         | Avocat à Gap |
| 1910                                     | 1919             | Paul Revol                                 | Républicain         | Industriel à Veynes |
| 1919                                     | 1922             | Clément Marintabouret                      | Républicain         | Clerc de notaire à Gap |
| 1922                                     | 1926             | Émile Marintabouret                        | PRS                 | Capitaine au long cours |
| 1926                                     | 1934             | Paul Lemaître                              | Conservateur RG     | Avocat à Gap |
| 1934                                     | 1940             | Émile Marintabouret                        | PRS                 | Capitaine au long cours |
|                                          |                  |                                            |                     | |
| 1942                                     | 1945             | Etienne Aurouze                            |                     | Président de la délégation spéciale de Saint-Étienne-en-Dévoluy, conseiller d'arrondissement Nommé conseiller départemental en 1942 |
|                                          |                  |                                            |                     | |
| 1945                                     | 1948 (décès)     | Émile Marintabouret                        | RGR                 | Chef du pilotage des ports de Marseille Sénateur (1946-1948)                                                                        |
| 1948                                     | 1964             | Hippolyte Pessailhan (gendre du précédent) | RI                  | Ancien avocat, Directeur de la Société générale de transbordements maritimes, Marseille                                             |
| 1964                                     | 1970             | Jean Grandmont                             | UNR puis DVD        | Maire de Saint-Étienne-en-Dévoluy                                                                                                   |
| 1970                                     | 1974 (décès)     | Camille Astrieud (1922-1974)               | DVG                 | Secrétaire général du Rectorat d'Aix-en-Provence Maire de La Cluse                                                                  |
| 1975                                     | 1982             | Claude Vexiau                              | DVD puis RPR        | Médecin à Veynes |
| 1982                                     | 1994             | Robert Eynaud                              | UDF-CDS             | Chef d'entreprise à Gap |
| 1994                                     | 2015             | Jean-Marie Bernard                         | DVD puis UMP        | Maire de Saint-Étienne-en-Dévoluy (2001-2012) puis de Dévoluy (2013-2015) Vice-président du Conseil général                         |
| Les données manquantes sont à compléter. |                  |                                            |                     | |

## Conseillers d'arrondissement (de 1833 à 1940)
| Période                                  | Période      | Identité                         | Étiquette | Qualité |
| ---------------------------------------- | ------------ | -------------------------------- | --------- | --- |
| 1833                                     | 1845 (décès) | Jean Étienne Bernard (1784-1845) |           | Notaire royal à Saint-Étienne-en-Dévoluy                                                                    |
| 1845                                     | 1848         | Dominique Gontard                |           | Maire de Saint-Étienne-en-Dévoluy (1821-1835 et 1843-1848)                                                  |
|                                          |              |                                  |           | |
| 1907                                     | 1913         | M. Jouve                         |           | |
| 1913                                     |              | M. Arnaud                        |           | |
|                                          |              |                                  |           | |
|                                          | 1940         | Étienne Aurouze                  | PDP       | |
| 1940                                     |              |                                  |           | Les conseils d'arrondissement ont été suspendus par la loi du 12 octobre 1940 et n'ont jamais été réactivés |
| Les données manquantes sont à compléter. |              |                                  |           | |